# Кысна
Кысна́ (тат. Кысна) — деревня в Арском районе Республики Татарстан, в составе Ташкичинского сельского поселения.

## География
Деревня находится на реке Ашит, в 31 км к северу от районного центра — города Арска.

## История
Деревня основана во второй половине XVII века. В дореволюционных источниках упоминается также как Березняк. C 1930-х годов носит современное название.
В XVIII – первой половине XIX века жители относились к сословию государственных крестьян. Основные занятия жителей в этот период – земледелие и скотоводство.
В «Списке населенных мест по сведениям 1859 года», изданном в 1866 году, населённый пункт упомянут как казённая деревня Березник (Ксна) 2-го стана Казанского уезда Казанской губернии. Располагалась при речке Ашите, по правую сторону большого торгового тракта из Казани в Уржум, в 72 верстах от губернского города Казани и в 32 верстах от становой квартиры в заштатном городе Арске. В деревне в 61 дворе жили 413 человек (202 мужчины и 211 женщин). Была мечеть.
В начале XX века в деревне функционировали мечеть, 2 мелочные лавки. В этот период земельный надел сельской общины составлял 1325 десятин.
До 1920 года деревня входила в Мамсинскую волость Казанского уезда Казанской губернии. С 1920 года в составе Арского кантона ТАССР. С 10 августа 1930 года в Тукаевском, с 10 февраля 1935 года в Кзыл-Юлском (с 12 октября 1959 года — Тукаевский), с 1 февраля 1963 года в Арском районах.
В 1930 году в деревне организован колхоз «Спартак».

## Население
| 1782 | 1859 | 1897 | 1908 | 1920 | 1938 | 1949 | 1958 | 1970 | 1979 | 1989 | 2002 | 2010 | 2015 |
| ---- | ---- | ---- | ---- | ---- | ---- | ---- | ---- | ---- | ---- | ---- | ---- | ---- | ---- |
| 113  | 413  | 443  | 558  | 574  | 517  | 332  | 369  | 284  | 223  | 164  | 164  | 152  | 149  |

Национальный состав деревни — татары.

## Экономика
Жители работают преимущественно в крестьянском (фермерском) хозяйстве (с 2014 г.), занимаются молочным скотоводством.

## Инфраструктура
В деревне действуют начальная школа, клуб.

## Религия
Мечеть (с 2005 года).